# Nové Sedliště
Nové Sedliště je malá vesnice, část obce Staré Sedliště v okrese Tachov v Plzeňském kraji. Nachází se asi tři kilometry jihozápadně od Starého Sedliště. Prochází zde silnice II/198. Je zde evidováno 46 adres. V roce 2011 zde trvale žilo 86 obyvatel.
Nové Sedliště je také název katastrálního území o rozloze 8,41 km².

## Historie
První písemná zmínka o vesnici pochází z roku 1479.

## Obyvatelstvo
| Rok            | 1869 | 1880 | 1890 | 1900 | 1910 | 1921 | 1930 | 1950 | 1961 | 1970 | 1980 | 1991 | 2001 | 2011 | 2021 |
| -------------- | ---- | ---- | ---- | ---- | ---- | ---- | ---- | ---- | ---- | ---- | ---- | ---- | ---- | ---- | ---- |
| Počet obyvatel | 671  | 662  | 679  | 681  | 653  | 620  | 552  | 206  | 180  | 154  | 96   | 85   | 78   | 86   | 129  |
| Počet domů     | 105  | 107  | 130  | 137  | 128  | 126  | 124  | 76   | 76   | 38   | 31   | 36   | 37   | 39   | 47   |

## Obecní správa
Při sčítání lidu v letech 1850–1959 Nové Sedliště bylo samostatnou obcí v okrese Tachov. Od roku 1960 je částí obce Staré Sedliště v okrese Tachov.

## Pamětihodnosti
- Bezvěžový kostel Nejsvětější Trojice z konce 16. století
- V jihovýchodní části vesnice stojí zámek Nové Sedliště založený roku 1792 sklářským podnikatelem Františkem Kollerem.[10]
- Severně od zámku se na západním okraji rybníka dochovalo výrazně poškozené tvrziště, které je pozůstatkem novosedlišťské tvrze z patnáctého až sedmnáctého století.[10]
- V zalesněné rokli u obce se nachází židovský hřbitov.